# Modrzyk (zwyczajny)
Modrzyk (zwyczajny) (Porphyrio porphyrio) – gatunek średniej wielkości ptaka z rodziny chruścieli (Rallidae). Zasięg wyspowy, zasiedla południową Europę, zachodnią, południową i południowo-wschodnią Azję, Afrykę, Australię i Oceanię. W Europie zamieszkuje południową i wschodnią Hiszpanię, południową Francję, Sardynię oraz wybrzeże Morza Kaspijskiego. Jego biotop to wszystkie tereny wodno-błotne.
Odnotowano nieliczne stwierdzenia modrzyka w Polsce, ale zostały one uznane za pojawy niepewne bądź nienaturalne, a tym samym gatunek nie został wciągnięty na Listę awifauny krajowej. Kilka razy pojawił się w Czechach. Pierwszy raz w 1884 w okolicach miasta Nové Hrady, potem w 1905 nieopodal jeziora Žehuňský rybník, w 1910 na jeziorze Nesyt, a w sierpniu 1957 w Jaroslavicach.
W języku maori modrzyk to pūkeko. Podgatunek z Samoa nazywany jest manuali'i, co w tym języku znaczy „przywódczy ptak”.

## Morfologia
WyglądPtak wielkości kury. Bardzo długie, czerwone palce i nogi. Cały czarny z wyjątkiem białych pokryw podogonowych. Czerwony dziób i płytka czołowa. „Policzki” i gardło opalizują na niebiesko. Stosunkowo mała głowa. Młode całe szare, z białym gardłem i jasnoczerwonymi dziobem i nogami. Ptaki podgatunku madagascariensis na grzbiecie opalizują na niebiesko, z podgatunku caspius z jaśniejszą głową.
Wymiary
- długość ciała: 38–50 cm
- rozpiętość skrzydeł: 90–100 cm
- masa ciała: 520–1100 g

## Zachowanie i lęgi

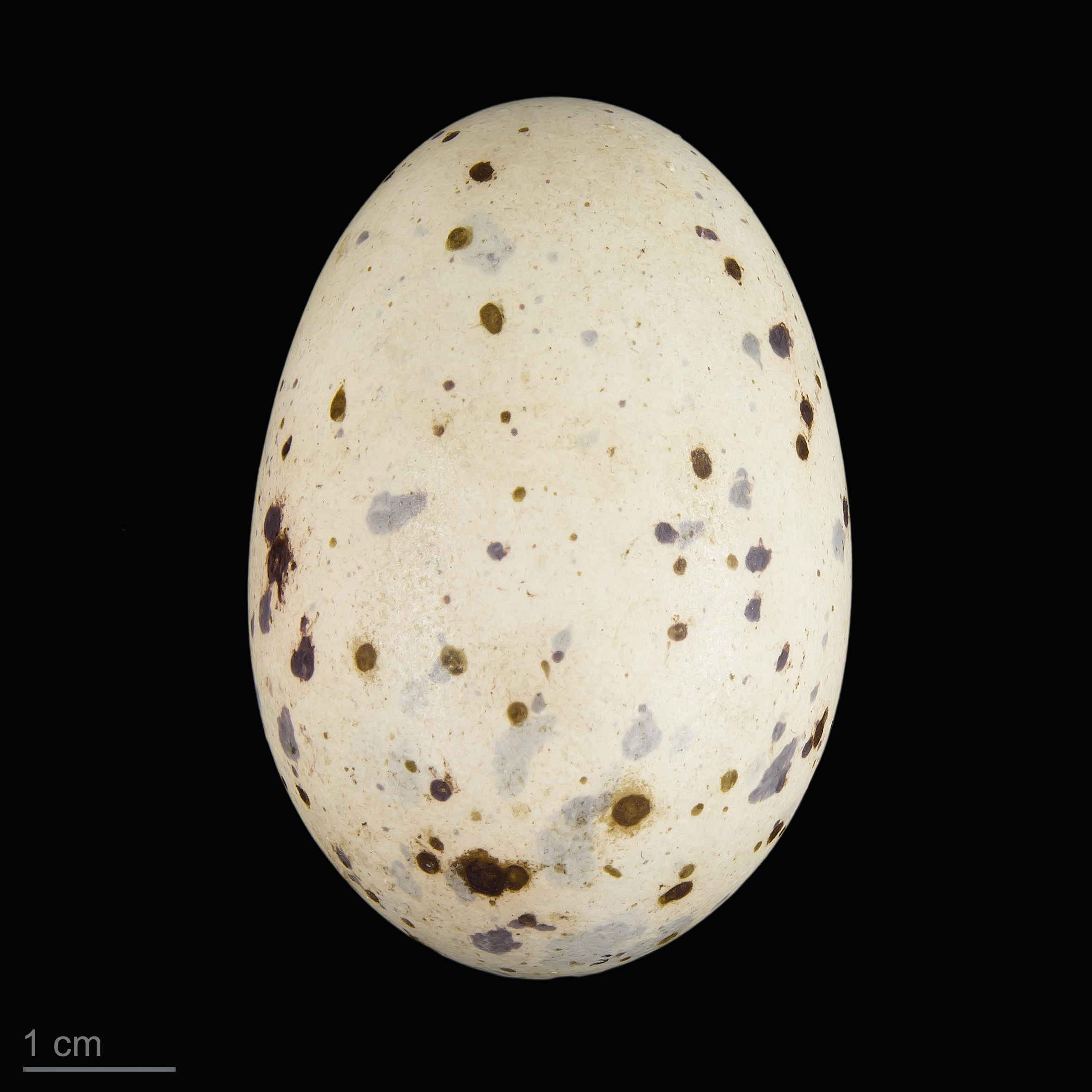
Jajo z kolekcji muzealnej

ZachowanieOgólnie jest roślinożerny. Zjada pędy lub ich części (pąki, liście, rdzenie łodyg) oraz korzenie roślin wodnych. Żywi się także owadami, mięczakami, a sporadycznie nawet małymi ptakami, gryzoniami i jaszczurkami. Dobrze radzi sobie podczas pływania i nurkowania. Kiedy się czymś zaniepokoi, pokazuje białe pokrywy podogonowe.
LęgiDo gniazdowania modrzyki gromadzą się na moczarach, w trzcinach, kępach sitowia na pastwiskach albo w wysokich i nieskoszonych trawach. Gniazdo jest podobne do gniazda łyski, ale nie tak staranne. Kilka samic składa jaja do jednego gniazda i razem je wysiadują przez 23–27 dni. Każda składa 3–6 plamkowanych, najwięcej w jednym gnieździe może być 12. Pisklęta są karmione przez 10–14 dni.

## Podgatunki

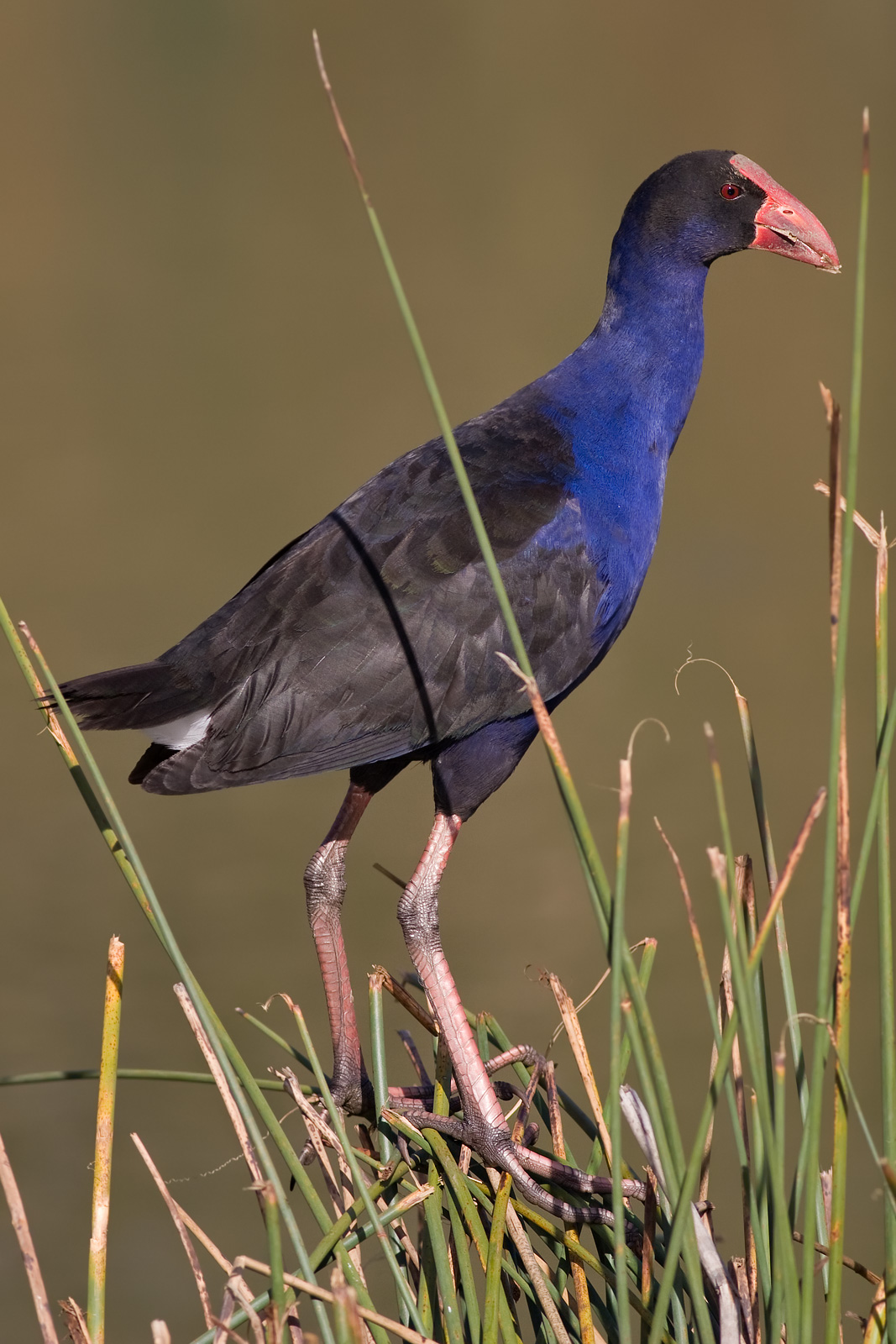
Modrzyk ciemny (P. p. melanotus), stan Wiktoria w Australii

Systematyka tego gatunku jest kwestią sporną. Autorzy Handbook of the Birds of the World Alive (a tym samym IUCN) wyróżniają następujące podgatunki: 
- modrzyk (zwyczajny) (P. p. porphyrio) (Linnaeus, 1758) – południowa i wschodnia Hiszpania, południowa Francja, Sardynia, północna Afryka – Maroko, Algieria i Tunezja
- modrzyk afrykański (P. p. madagascariensis) (Latham, 1801) – Egipt, Afryka Subsaharyjska, Madagaskar
- P. p. caspius Hartert, 1917 – Morze Kaspijskie, północno-zachodni Iran i Turcja
- P. p. seistanicus Zarudny & Harms, 1911 – od Iraku i południowego Iranu do Afganistanu, Pakistanu i północno-zachodnich Indii
- modrzyk siwogłowy (P. p. poliocephalus) (Latham, 1801) – Indie i Sri Lanka przez Bangladesz, Andamany, Nikobary i północną Mjanmę do południowo-środkowych Chin (prowincja Junnan) i północnej Tajlandii
- modrzyk indochiński (P. p. viridis) Begbie, 1834 – południowa Mjanma, południowa Tajlandia, Indochiny i Półwysep Malajski
- modrzyk ciemnogrzbiety (P. p. indicus) Horsfield, 1821 – Wielkie Wyspy Sundajskie po Bali i Celebes
- modrzyk brązowogrzbiety (P. p. pulverulentus) Temminck, 1826 – Filipiny
- P. p. pelewensis Hartlaub & Finsch, 1872 – Palau
- P. p. melanopterus Bonaparte, 1856 – Małe Wyspy Sundajskie, Moluki do Nowej Gwinei
- P. p. bellus Gould, 1820 – południowo-zachodnia Australia
- modrzyk ciemny (P. p. melanotus) Temminck, 1820 – północna i wschodnia Australia oraz Tasmania do wysp Kermadec, Nowej Zelandii i wysp Chatham; migruje na Nową Gwineę
- P. p. samoensis Peale, 1848 – Wyspy Admiralicji na południe po Nową Kaledonię i na wschód po Samoa.

Międzynarodowy Komitet Ornitologiczny (IOC) za modrzyka uznaje tylko podgatunek nominatywny, a pozostałe wyodrębnia do pięciu osobnych gatunków: P. madagascariensis, P. poliocephalus, P. indicus, P. pulverulentus i P. melanotus. Podobne ujęcie systematyczne stosują autorzy Clements Checklist of Birds of the World.

## Status
IUCN uznaje modrzyka za gatunek najmniejszej troski (LC, Least Concern) nieprzerwanie od 1988 roku. W 2015 roku organizacja Wetlands International szacowała liczebność światowej populacji na 780 000 – 2 910 000 osobników. Globalny trend liczebności populacji nie jest znany; BirdLife International ocenia trend populacji europejskiej jako fluktuujący.